# Agglutination Metal Festival
Pour les articles homonymes, voir agglutination.
Agglutination Metal Festival est un festival italien de heavy metal, organisé annuellement dans la région de Basilicate, entre les villes de Chiaromonte, Sant'Arcangelo et Senise, en Province de Potenza.
Il est parmi les premiers festivals de metal en Italie et considéré le plus important festival du genre dans le sud du pays. Actif depuis 1995, c'est l'un des événements métal les plus durables d'Europe,. Fondé à Chiaromonte comme un événement pour promouvoir les groupes émergents, l'Agglutination a accueilli des groupes internationaux comme Overkill, Cannibal Corpse, U.D.O., Mayhem, Vader, Stratovarius, Gamma Ray, Carcass, Marduk, Rhapsody of Fire, Dark Tranquillity et Theatres des Vampires,.
En raison de la pandémie de COVID-19 les éditions de 2020 et 2021 du festival sont annulées. Le festival  reprend ses activités en 2022.

## Programmation
Le festival se tient à :
- Chiaromonte de 1995 à 2006, 2011, 2012, 2015 à 2019, 2023
- Sant'Arcangelo de 2007 à 2010
- Senise en 2013, 2014 et 2022

### Années 1990
Août 1995 :
- Marshall et d'autres groupes de la scène locale

Août 1996 :
- White Skull, Lost Innocence et d'autres groupes de la scène locale

12 août 1997 :
- Overkill, White Skull, Megora, Aggressive Fear, In Human Memories, Deleterio, Black Sunrise, Flash Terrorist, Stormlord, Harem, Funeral Fuck

11 août 1998 :
- Athena, Undertakers, Lacrima Christi, Heimdall, Glacial Fear, Inchiuvatu, Hastings, Aura, Memories of a Lost Soul, Unthory, Black Sunrise, Funeral Fuck

13 août 1999 :
- White Skull, Moonlight Comedy, Ahriman, Tenebrae Oburiuntur, Obscure Devotion, 3rd, Terremoto, Kiss of Death, Pino Miale

### Années 2000
12 août 2000 :
- Domine, Vision Divine, Undertakers, Glacial Fear, Stormlord, Art Inferno, Arcadia, Steel Cage, Humanity Eclipse, Eden Shape

11 août 2001 :
- Ancient, Thoten, White Skull, Secret Sphere, Highlord, The Black, Natron, Schizo, Glacial Fear, Requiem K626, Brazen, Enemynside, Dark Secret, Rainy Night

12 août 2002 :
- Destruction, Vicious Rumors, Drakkar, Undertakers, Stormlord, Heimdall, Infernal Poetry, Holy Knights, Adimiron

9 août 2003 :
- Virgin Steele, Labyrinth, Theatres des Vampires, Beholder, Fire Trails, Elvenking, Marshall, Rosae Crucis, Mantra, Requiem K626, Hunchback

12 août 2004 :
- Iron Savior, Marduk, Crystal Ball, Novembre, Centvrion, Thy Majestie, Rain, Nameless Crime, Disguise, Walkyrya

13 août 2005 :
- Mayhem, Freedom Call, Necrodeath, Mesmerize, Schizo, Valiance

10 août 2006 :
- Vision Divine, Sinister, Majesty, Dark Lunacy, Marshall, Pandaemonium, Kragens, Aleph, Infernal Angels, Megawatt

Cette édition a été annulée en raison d'une pluie torrentielle sous orage.
11 août 2007 :
- Gamma Ray, Tankard, Fire Trails, Dark Lunacy, Kaledon, Golem, Infernal Angels

9 août 2008 :
- Dark Tranquillity, Vision Divine, Dismember, Domine, Metal Gang, DGM, Savior from Anger, DenieD, Nefertum

10 août 2009 :
- U.D.O., Vader, Extrema, Fabio Lione Project with Ancestral, Forgotten Tomb, Fratello Metallo, Trick or Treat, Ecnephias, Symbolyc

### Années 2010
9 août 2010 :
- Cannibal Corpse, Korpiklaani, Pino Scotto, Handful of Hate, Airborn, Marshall, Ver Sacrum, Solisia

20 août 2011 :
- Bulldozer, Majesty, Bömbers, Node, PTSD, Tyrannizer Order, Aura, Stige

25 août 2012 :
- Dark Tranquillity, Rhapsody of Fire, Rotting Christ, Ecnephias, Vexed, Lunocode, Poemisia, Twilight Gate, Ghost Booster

10 août 2013
- Overkill, Stratovarius, Marduk, Eldritch, Folkstone, Heavenshine, Blind Horizon, Rebürn

23 août 2014 :
- Carcass, Entombed A.D., Belphegor, Elvenking, Buffalo Grillz, Eversin, Sinheresy, Lehman

9 août 2015 :
- Obituary, Edguy, Inquisition, Necrodeath, Forgotten Tomb, Arthemis, Feline Melinda, Carthagods

21 août 2016 :
- Therion, Exodus, Taake, Fleshgod Apocalypse, Nanowar of Steel, Dewfall, De La Muerte, Real Chaos

19 août 2017 :
- Venom, Sodom, White Skull, In.Si.Dia, Assaulter, Gravestone, Ghost of Mary, Memories of a Lost Soul

19 août 2018 :
- Death SS, Pestilence, Folkstone, Necrodeath, Witchunter, Ad Noctem Funeriis, Circle of Witches, Rome in Monochrome

17 août 2019 :
- Napalm Death, Death Angel, Carpathian Forest, Strana Officina, Carthagods, The Black, Scream Baby Scream

### Années 2020
6 août 2022 :
- Asphyx, Nargaroth, Vanexa, Fulci, Sailing To Nowhere, Napoli Violenta, Funeral, Mirko Gisonte, Eyelids

12 août 2023 :
- Carcass, Nocturnal Depression, Sacrilege, Plakkaggio, Xenos, Essenza, Coexistence